# Balafánt
A balafánt a szőlőfélék (Vitaceae) családjába, a  bortermő szőlőkhöz (Vitis vinifera) tartozó ismeretlen eredetű szőlőfajta, amelyet Magyarországon elsősorban Tokaj-Hegyalján termesztettek.

## Jellemzői
A hegyaljai fajtajegyzékben már a 18. századtól kezdve szerepel a balafánt neve, amelyet minden helyi mezővárosban a termesztésre javasolt szőlőfajták közé sorolnak. A feljegyzések szerint a fajta alkalmas aszúbor készítésére is. A filoxérát követően szinte teljes egészében eltűnt, jelenleg országosan is ritkának számít, telepített területe minimális. Egyes történelmi források az első osztályú fajták között említik, mások nehezen kezelhetőnek, borát pedig jellegtelennek, alacsony alkohol- és magas savtartalmúnak írják le.